# Peaches Geldof
Peaches Honeyblossom Geldof (Westminster, 13 de marzo de 1989-Wrotham, 6 o 7 de abril de 2014) fue una columnista, personalidad de televisión y modelo británica.
Nacida y criada en Londres, Geldof se educó en el Queen's College después del divorcio de sus padres en 1996 y luego se mudó a la ciudad de Nueva York, donde trabajó como escritora para la edición británica de la revista Elle Girl. También trabajó en televisión, produciendo y desarrollando sus propios programas de televisión que se transmitieron en el Reino Unido en 2006. En la última parte de su vida, Geldof trabajó principalmente en modelaje y televisión, y tuvo hijos en 2012 y 2013.
Geldof fue encontrada muerta en su casa el 7 de abril de 2014; la investigación encontró que murió de una sobredosis de heroína.

## Primeros años
Peaches Geldof nació en Londres el 13 de marzo de 1989, la segunda hija de Bob Geldof y Paula Yates y nieta de Hughie Green. Tenía dos hermanas, Fifi Trixibelle Geldof (nacida en 1983) Little Pixie Geldof (nacida en 1990) y una media hermana, Heavenly Hiraani Tiger Lily Hutchence (nacida en 1996).
Creció en Chelsea, Londres y Faversham, Kent, y se educó en el Queen's College de Londres. Después de mudarse de la casa de su padre a la edad de dieciocho años, alquiló un piso en Islington, Londres. Completó sus A-Levels y fue aceptada en Queen Mary & Westfield College, Universidad de Londres, donde planeaba estudiar literatura inglesa y periodismo, pero lo postergó para mudarse a la ciudad de Nueva York con su entonces esposo, Max Drummey.

## Carrera

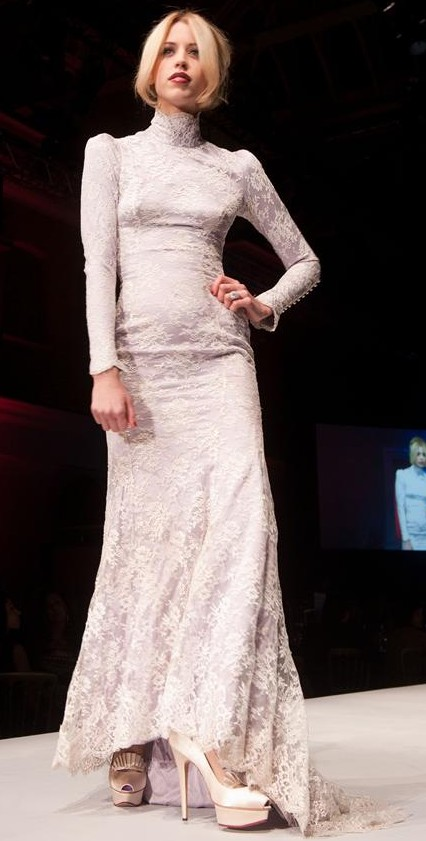
Geldof modelando en un evento en Lingerie, Londres, en noviembre de 2012

Geldof escribió una columna de revista para la edición británica de Elle Girl, comenzando con su edición de abril de 2004 y continuando hasta que la revista cerró en octubre de 2005. Desde los 14 a los 17 años, escribió una columna sociopolítica semanal para The Daily Telegraph y escribió numerosos artículos para The Guardian.
En 2005, escribió y presentó su propio programa de televisión documental, Peaches Geldof: Teenage Spirit, al que siguió Peaches Geldof: Teen America, que se emitió en Sky One el 1 de marzo de 2006. En 2006, Geldof se colocó en el número siete en la lista de Tatler de los diez mejores íconos de la moda del año, la persona más joven en la lista. En 2007, los lectores de FHM la votaron como la 53.ª mujer más sexy del mundo.
En septiembre de 2007, hizo su debut en la pasarela como modelo para PPQ en la Semana de la Moda de Londres. También fue anunciada como el rostro de la línea de moda australiana Dotti. El 19 de octubre de 2008 se estrenó Peaches: Disappear Here, una serie de telerrealidad de MTV One en la que fundó una nueva revista orientada a los jóvenes.
En 2009, firmó un contrato de modelaje de seis cifras para convertirse en el rostro de la colección Miss Ultimo. En 2010, fue despedida de Ultimo después de que se publicaran en Internet y en los medios fotos de desnudos y denuncias de consumo de drogas. Geldof negó las afirmaciones y dijo: «Estoy decepcionada de que Ultimo haya decidido no extender mi contrato en base a un relato tremendamente exagerado de una noche en Los Ángeles hace cinco meses». Michelle Mone, directora de ropa interior de Ultimo, dijo que «como marca dirigida a mujeres jóvenes, creemos que es imposible que Peaches continúe».
En 2011, Geldof presentó una serie ITV2 de seis partes llamada OMG! con Peaches Geldof, un chat en formato de revista y un programa de invitados con la participación de la audiencia.

## Vida personal
Geldof era la segunda hija del músico Bob Geldof y la presentadora de televisión Paula Yates.
En 2000, cuando tenía 11 años, su madre murió de una sobredosis de heroína a la edad de 41 años. En una entrevista de 2013 con la revista Elle, Geldof explicó lo difícil que fue el proceso de aceptar la muerte de su madre:

Recuerdo el día que murió mi madre, y todavía es difícil hablar de eso. Lo acabo de bloquear. Fui a la escuela al día siguiente porque la mentalidad de mi padre era «mantener la calma y continuar». Así que todos fuimos a la escuela y tratamos de actuar como si nada hubiera pasado. Pero había sucedido. No me apené. No lloré en su funeral. No podía expresar nada porque estaba insensible a todo. No comencé a sentir el duelo por mi madre hasta los 16 años.

El 5 de agosto de 2008, Geldof se casó con Max Drummey, un músico estadounidense de la banda Chester French, en Little White Wedding Chapel en Las Vegas. El 7 de febrero de 2009, la pareja anunció que habían decidido amistosamente poner fin a su matrimonio. En abril de 2011, Drummey solicitó el divorcio en Los Ángeles, citando diferencias irreconciliables.
Durante un tiempo en 2010, vivió en la misma casa en Los Ángeles que Christina Curry, la hija del exveejay de MTV Adam Curry y la cantante holandesa Patricia Paay. Los planes para que los dos hicieran una serie de telerrealidad para MTV fueron abortados por razones desconocidas.
En junio de 2011, Geldof se comprometió con Thomas Cohen, cantante de la banda londinense S.C.U.M. Se casaron el 8 de septiembre de 2012, en la misma iglesia en Davington, Kent, donde sus padres se casaron 26 años antes, y también donde se llevó a cabo el funeral de su madre en 2000. Geldof tuvo dos hijos con Cohen, nacidos en 2012 y 2013.
Geldof profesó ser ciencióloga durante una entrevista de 2009 con Fearne Cotton para la serie documental When Fearne Met Peaches Geldof, y en noviembre de ese año asistió al 25.° aniversario de la Asociación Internacional de Scientologists en Saint Hill Manor en East Grinstead, West Sussex. Más tarde exploró aspectos del judaísmo y en 2013 comenzó a expresar interés en la Ordo Templi Orientis (OTO), describiéndola como «un sistema de creencias para aplicar en la vida cotidiana para lograr la paz». Tenía las iniciales OTO tatuadas en su antebrazo izquierdo.
En 2013, Geldof publicó detalles que amenazaban con identificar a las víctimas del pedófilo Ian Watkins, lo que la obligó a pedir disculpas públicas.

## Fallecimiento
El 7 de abril de 2014, Geldof fue encontrada muerta en su casa en Wrotham, Kent. La policía encontró e incautó parafernalia de drogas en la casa. Bob Geldof dijo en un comunicado: «Estamos más allá del dolor. Ella era la más salvaje, divertida, inteligente, ingeniosa y la más loca de todos nosotros. La amamos y la apreciaremos para siempre». Su viudo, Thomas Cohen, dijo en una declaración: «Mi amada esposa Peaches era adorada por mí y por sus dos hijos Astala y Phaedra y los criaré con su madre en sus corazones todos los días».
El funeral de Geldof tuvo lugar el 21 de abril de 2014 en la iglesia St Mary Magdalene and St Lawrence en Davington, Kent, la misma iglesia donde se casó, donde se casaron sus padres y donde se llevó a cabo el funeral de su madre. Al servicio privado asistieron su padre, esposo, otros familiares y amigos y varios miembros de las industrias del entretenimiento y la moda del Reino Unido.

### Encuesta
La investigación se abrió a la muerte de Geldof en el Ayuntamiento de Gravesend Old el 1 de mayo de 2014. El 23 de julio, el forense descubrió que la causa de su muerte fue una intoxicación opioides y registró un veredicto de muerte relacionada con las drogas. No había evidencia de que fuera deliberado. Geldof había estado tomando el medicamento de mantenimiento metadona durante dos años y medio antes de su muerte. Había comenzado a tomar heroína nuevamente en febrero de 2014 y se encontraron 6,9 gramos (0,2 oz) de la droga en la casa. El 3 de julio de 2015, la policía de Kent anunció que había terminado la investigación sobre su muerte, ya que habían "agotado todas las líneas de investigación" tratando de averiguar quién había suministrado a Geldof la droga de Clase A.